# Põlli
Koordinaten: 59° 3′ N, 24° 32′ O

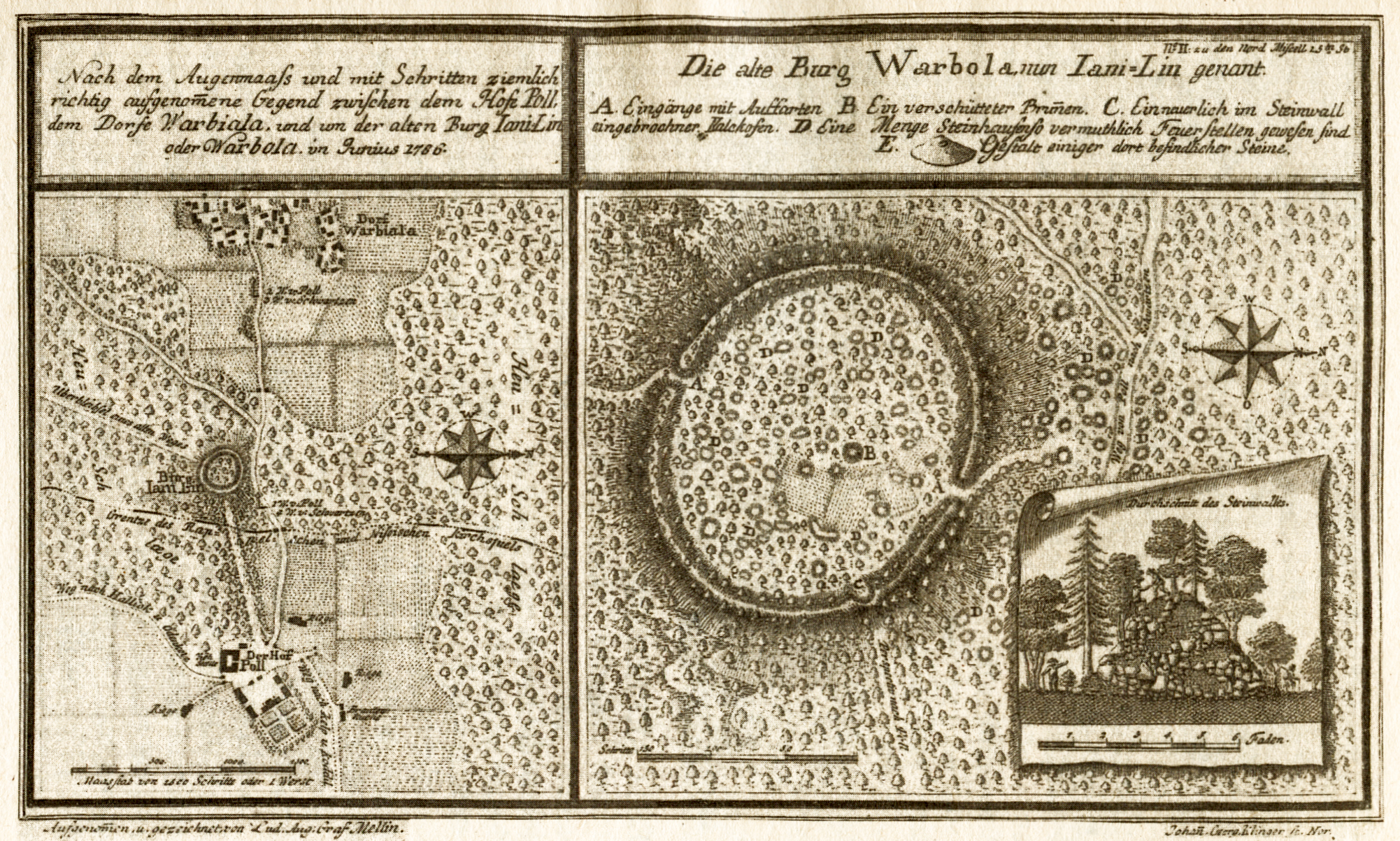
Darstellung der Bauernburg Varbola auf der Landkarte Ludwig August Mellins (1786)

Põlli (deutsch Poll) ist ein Dorf (estnisch küla) in der estnischen Landgemeinde Märjamaa im Kreis Rapla.

## Lage
Das Dorf liegt 18 Kilometer von der Stadt Rapla (Rappel) entfernt. Es hat 53 Einwohner (Stand 31. Dezember 2005). Põlli wurde 1347 erstmals urkundlich erwähnt.
Bei Põlli lag die vorchristliche estnische Burg Varbola (estnisch Varbola Jaanilinnus; lateinisch Castrum Warbole), eine der größten ihrer Art auf dem Gebiet des heutigen Estland.

## Gut Põlli
Das selbständige Rittergut Põlli entstand 1694, als es vom nachbarlichen Gut Ohukotsu (Odenkotz) abgetrennt wurde. Das Gut gehört zunächst den adligen deutschbaltischen Familien von Dücker und von Hahn, bevor es 1735 die Familie von Taube erwarb.
Im 18. Jahrhundert entstand das Herrenhaus aus Holz im Stil des Barock mit seinen zwei charakteristischen Mantelschornsteinen. Im 18. und 19. Jahrhundert wechselten sich zahlreiche adlige Eigentümer ab. In der zweiten Hälfte des 19. Jahrhunderts erfuhr das Herrenhaus umfassende Umbauten. Es wurde zu einem vollständigen zweigeschossigen Gebäude ausgebaut.
Mit der estnischen Landreform von 1919 wurde der letzte deutschbaltische Eigentümer enteignet. Im Herrenhaus waren anschließend das Kulturhaus und die Schule des Dorfes untergebracht. Seit 1960 wurde es zur Dorfbibliothek und einem Kaufladen umgestaltet und stand teilweise leer.
Nachdem ein Sturm im August 1967 das Herrenhaus schwer beschädigt hatte, riss die Dorfverwaltung das historische Gebäude ab. Erhalten geblieben sind lediglich ein alter Mantelschornstein und einige Nebengebäude des Gutes.